# Takách János
Dr. Takách János (Újpest, 1902. május 22. – Budapest, 1954. október 21.) magyar katolikus pap, plébános, hittanár. A Kelenföldi Szent Gellért-plébánia első plébánosa volt.

## Pályafutása
Középiskolai tanulmányait Esztergomban végezte. Teológiát a Pázmány Péter Tudományegyetemen tanult, ahol teológiai doktori fokozatot is szerzett. 1925. június 21-én szentelték pappá.
A Regnum Marianum plébánián káplánként szolgált. 1927-től a VI. kerületi Állami Kemény Zsigmond Reáliskola hittanára volt.
1930-ban került Budapest–Kelenföldre, ahol hitoktató és káplán volt. Megépíttette a Szent Gellért-templomot és megszervezte a Kelenföldi Szent Gellért-plébániát, melynek 1937-től első plébánosa lett. A Katolikus Népszövetség, az Ifjúsági Szent Imre Kör, a Szent Erzsébet Munkás Nőegylet, a Templomgondozó Bizottság, az Oltáregyesület és a Férfiliga alapítója és vezetője volt. 1934-ben a kelenföldi Bendegúz utcában egy asztalossegéd által létrehozott „őskeresztény gyülekezet” vezetőit támadás érte; a verekedésre való felbujtással az egyik áldozat közvetetten Takáchot is megvádolta, de a törvényszék bizonyítékok hiányában senkit nem vont felelősségre.
Sportszerető ember hírében állt. Kezdetben a MAC színeiben evezett, majd cserkészként a Regnum Marianum színeiben folytatta. 1926-ban megalapította az öregcserkész alakulatot, valamint a sí- és evezősszakosztályt. Ugyanebben az évben létrehozta a Katolikus Levente Egyesületet is, amely 1928-ban beolvadt a HAC-ba. 1930-ban (Kelenföldre kerülésekor) lett a Kelenföldi FC tagja, ahol a vezetőségbe is beválasztották, majd 1938-ban az egyesület elnöke lett.
1945-ben séta közben belökték egy Szovjetunióba tartó fogolymenetbe. Hazatérése után internálták. A fogságból megtört emberként tért haza; megromlott egészségére való tekintettel nevezték ki mellé káplánnak Rózsavölgyi László regnumi atyát.

## Emléke
A Bartók Béla út 134. számú ház falán a Kelenföldi FC második világháborúban elhunyt labdarúgóinak emlékére 1993-ban elhelyezett emléktáblán „Takács János plébános, ügyintéző elnök”-ről is megemlékeznek.

## Művei
Hitbuzgalmi és tanügyi témájú cikkei jelentek meg.
- Káldi György. H.é.n. - Bpen 1931: a Szt Gellért Egyháza pléb. alkalmi lap (1-6. sz.) felelős szerkesztője.[2]